# Љубљанска област
Љубљанска област је била једна од 33 области Краљевинe СХС. Налазила се на подручју данашње Словеније. Седиште јој је било у Љубљани. Настала је 1922. када је Краљевина СХС подељена на области, постојала је до 1929. године, када је укинута, а њено подручје је укључено у састав Дравске бановине.
Административна подела
Област је садржавала срезове:
- Брежишко-севнишки (Брежице)
- Камнишки
- Каставски
- Кочевски
- Крањски
- Кршки
- Лашки
- Литијски
- Логашки
- Љубљански
- Новомешки
- Радовљишки
- Чрномељски

Град:
- Љубљана